# Kristi Noem

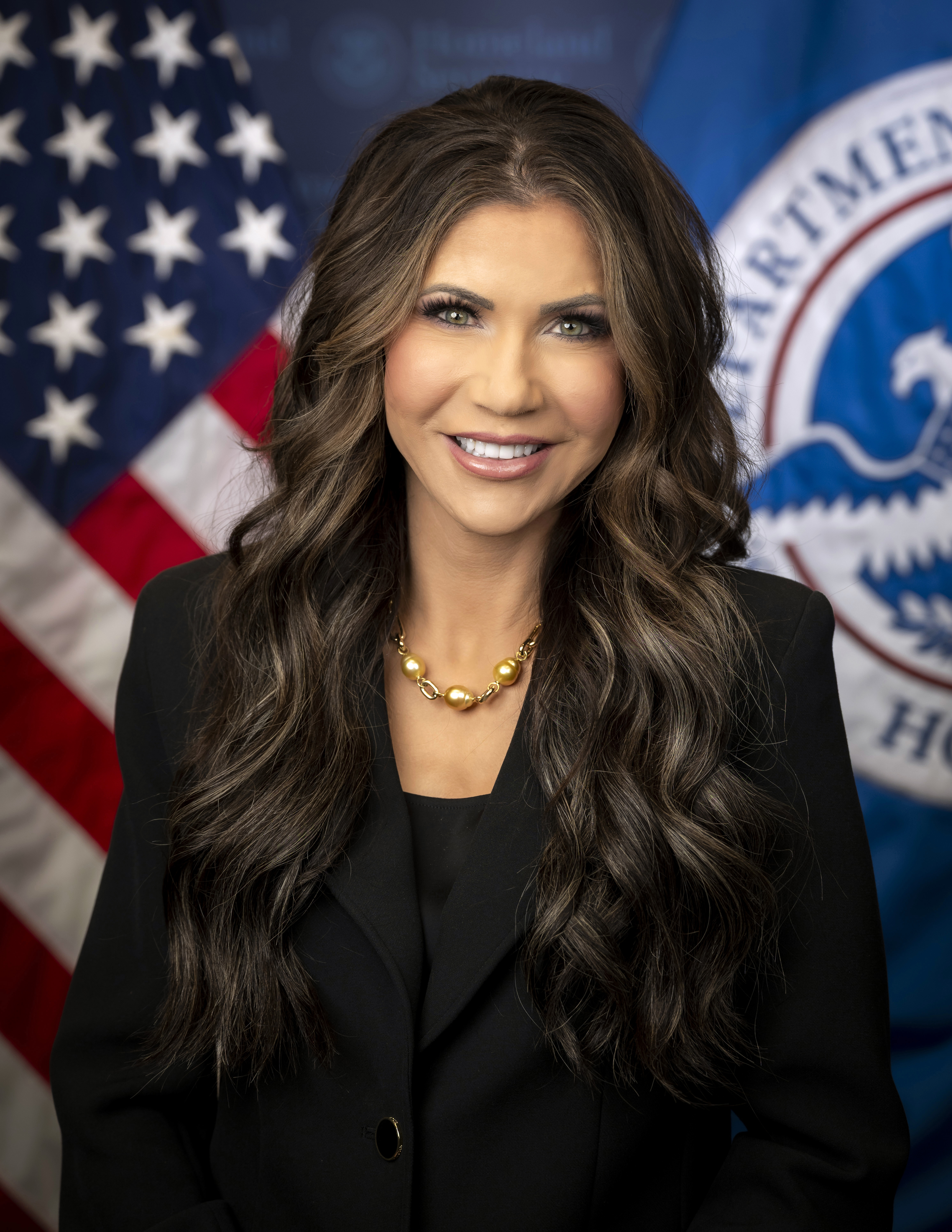
Kristi Noem (2025)

Kristi Lynn Noem (geb. Arnold, * 30. November 1971 in Watertown, Codington County, South Dakota) ist eine US-amerikanische Politikerin der Republikanischen Partei. Sie ist seit Januar 2025 im Kabinett Trump II die Ministerin für Heimatschutz. Zuvor war sie von 2011 bis 2019 Abgeordnete im Repräsentantenhaus der Vereinigten Staaten und von 2019 bis 2025 Gouverneurin South Dakotas.

## Ausbildung, Beruf und Privatleben
Kristi Noem ist die Tochter von Ronald Dennis Arnold (1944–1994) und dessen Frau Corinne Kay (geb. Bergan). Sie wuchs auf der Familienfarm in Hamlin County auf. Nach ihrem Abschluss an der Hamlin High School in Hayti besuchte sie 1990 zunächst das Mount Marty College in Yankton und danach von 1990 bis 1994 die Northern State University in Aberdeen. Sie verließ das College 1994 vorzeitig, um nach dem Unfalltod ihres Vaters 1994 die Familienfarm zu übernehmen. Während ihrer Zeit als Mitglied des US-Repräsentantenhauses setzte sie ihre Ausbildung fort und erwarb 2012 einen Bachelor-Abschluss in Politikwissenschaft an der South Dakota State University in Brookings. Sie war als Rinderzüchterin und Betreiberin eines Jagdgästehauses tätig, arbeitete als Restaurantmanagerin, Medienberaterin und in der Öffentlichkeitsarbeit.
Mit ihrem Ehemann Bryon Noem, der eine Versicherungsagentur betreibt, hat sie zwei Töchter und einen Sohn. Sie leben in Castlewood.

## Politische Laufbahn

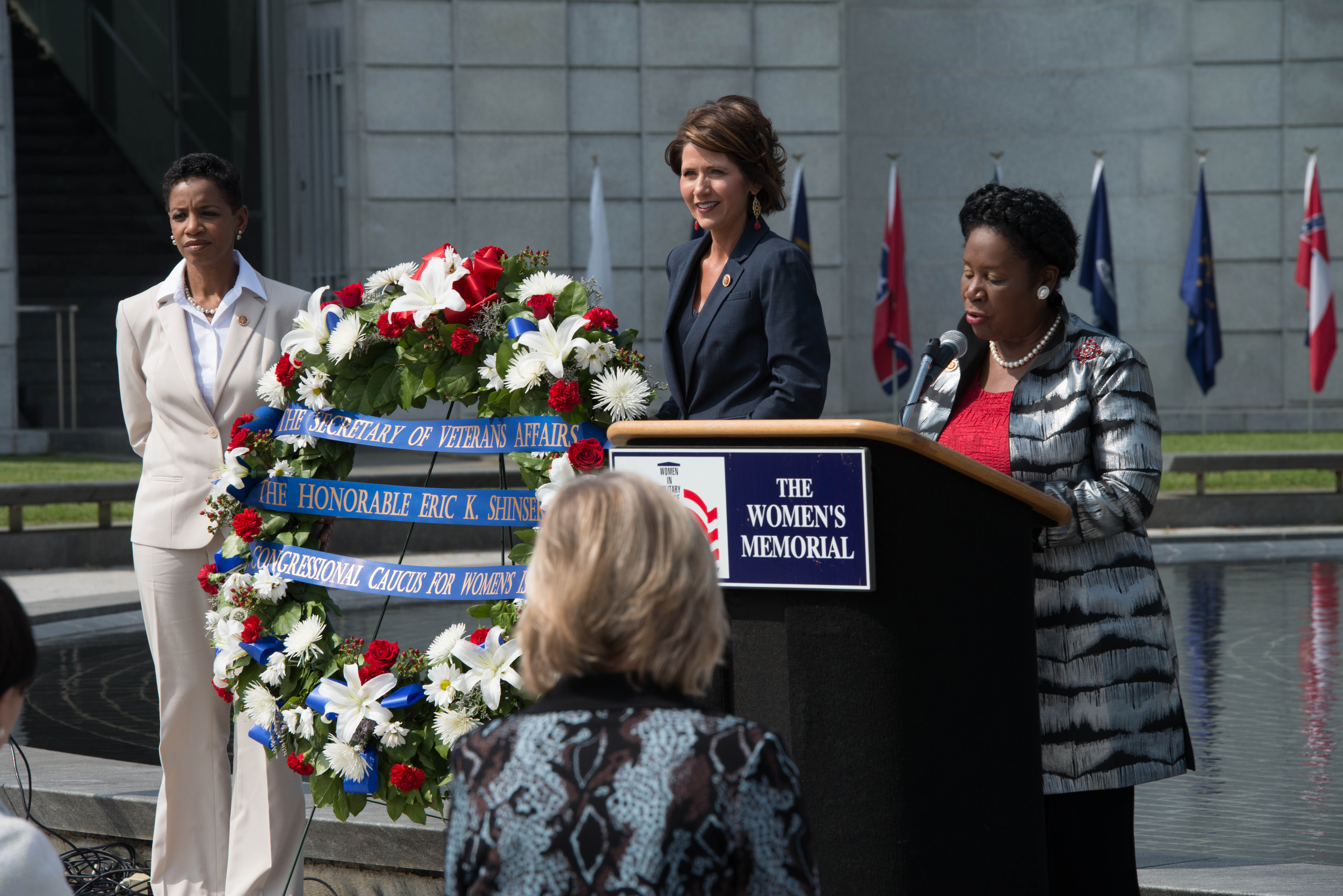
Kristi Noem (Mitte) gemeinsam mit Donna Edwards und Sheila Jackson Lee am Women in Military Service for America Memorial im Mai 2013

Ihre politische Laufbahn begann mit der Wahl in das Repräsentantenhaus von South Dakota, dem sie von 2007 bis 2010 angehörte. Bei der Wahl 2010 wurde sie für South Dakota in das US-Repräsentantenhaus gewählt und war Vertreterin des einzigen Kongresswahlbezirks des Bundesstaates. Sie wurde insgesamt dreimal wiedergewählt, zuletzt 2016 mit 64 Prozent der Stimmen. Dieses Mandat endete am 3. Januar 2019.

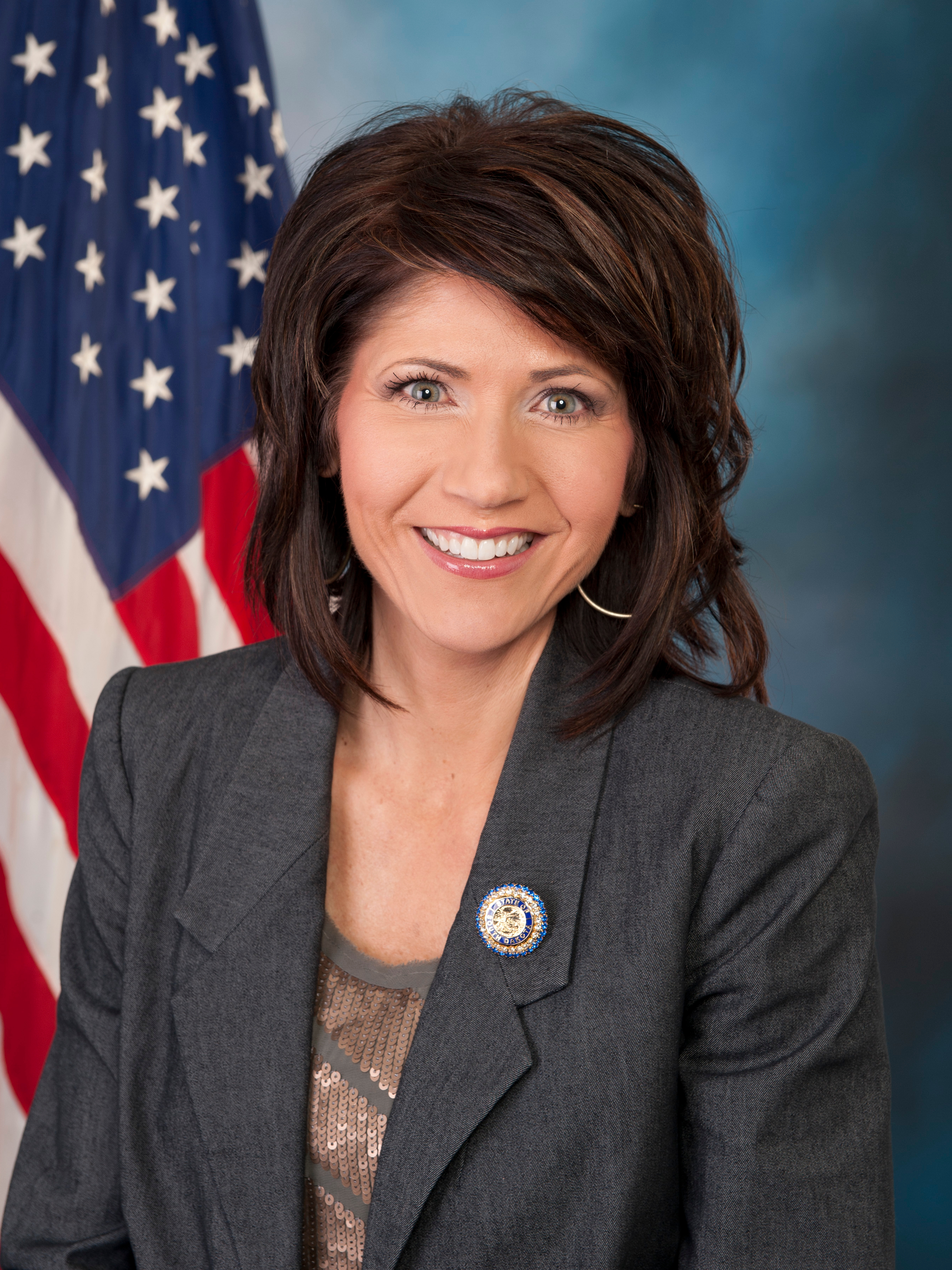
Als Kongressabgeordnete im Jahre 2011

Nach ihrer Wiederwahl 2016 kündigte sie an, 2018 für das Gouverneursamt South Dakotas zu kandidieren. Sie gewann die Vorwahl der Republikaner gegen den Attorney General des Bundesstaates, Marty Jackley, mit 14 Prozentpunkten Vorsprung, nachdem Umfragen lange eine knappe Entscheidung prognostiziert hatten. In der Hauptwahl im November 2018 traf Noem auf den Demokraten Billie Sutton, einen moderaten Staatssenator und früheren Rodeoreiter, der nach einem Reitunfall querschnittsgelähmt ist. Noem gewann die Wahl mit 51 zu 47,6 Prozent der Stimmen. Sie trat das Gouverneursamt South Dakotas als erste Frau am 5. Januar 2019 an.
Bei den Wahlen in den Vereinigten Staaten 2022 wurde sie mit 62 % der Stimmen als Gouverneurin wiedergewählt.
Im Jahr 2024 während des Präsidentschaftswahlkampfes wurde sie als potentielle Vizepräsidentschaftskandidatin von Donald Trump gehandelt; die öffentliche Empörung um die Tötung ihres Hundes (s. u.) beendete jedoch ihre Hoffnung auf die Vizepräsidentschaft. Nach seinem Wahlsieg im November 2024 designierte Trump Noem zur Heimatschutzministerin. Am 25. Januar 2025 wurde sie vom US-Senat in dieser Position bestätigt.

## Positionen
Kristi Noem war eine Vertreterin der rechtskonservativen Tea-Party-Bewegung und engagiert sich gegen Schwangerschaftsabbrüche (Pro-Life), gegen die gleichgeschlechtliche Ehe sowie für ein weitgehend unbeschränktes Recht auf Waffenbesitz. Im Wahlkampf 2018 erklärte die National Rifle Association, die wichtigste Waffenlobby, ihre Unterstützung für Noem. Als Gouverneurin verhängte sie im Zuge der COVID-19-Pandemie in South Dakota die geringsten Einschränkungen unter allen Bundesstaaten. South Dakota gehörte zu den wenigen Bundesstaaten, die keine allgemeine Ausgangssperre erließen.
Im Februar 2019 kritisierte sie, dass die Handelskriege der Regierung von Donald Trump mit der Volksrepublik China und der Europäischen Union die Wirtschaft South Dakotas zerstört hätten, insbesondere den Agrarsektor, den laut Noem „bei weitem“ größten Wirtschaftszweig South Dakotas, obwohl der Dienstleistungssektor wertmäßig viel mehr zur Wirtschaftsleistung beiträgt.
Während der US-Präsidentschaftswahl 2020 behauptete sie, dass diese von Wahlbetrug überschattet sei. Während des Sturms auf das Kapitol in Washington 2021 verurteilte sie diesen mit den Worten: „Wir alle haben das Recht, friedlich zu protestieren. Gewalt gehört nicht dazu“ und forderte ein Ende des Sturms.
Noem bestreitet den wissenschaftlichen Konsens zum Klimawandel. 2022 antwortete sie auf die Frage, ob sie an den Klimawandel glaube, sie denke, dass sich die Wissenschaft bei dem Thema uneinig sei, und ergänzte, für sie sei es „nicht bewiesen, dass das, was wir tun, das Klima beeinträchtigt.“
Im Jahr 2022 wurde ein Gesetzesvorschlag von ihr, der das Gebet zurück in die Schulen bringen sollte, abgelehnt.

## Kontroversen
Im Jahr 2024 äußerte sich Noem abfällig gegenüber Teilen der Einwohnerschaft ihres Bundesstaats, indem sie unter anderem ausführte, dass mexikanische Drogenkartelle mit Angehörigen indigener Stämme kriminelle Geschäfte machten und dass manche Stammesführer persönlich davon profitierten. Ebenfalls sei es den Indigenen gleichgültig, ob ihre Kinder erfolgreich seien. Belege für diese Behauptungen gab sie nicht an. Daraufhin wurde ihr von den Stammesräten verschiedener in South Dakota ansässiger Sioux-Stämme ein Betretungsverbot für deren Reservate ausgesprochen, was im Ergebnis bedeutete, dass sie ungefähr fünfzehn Prozent der Fläche des damals von ihr regierten Bundesstaats nicht mehr betreten durfte.
Ihr Buch No Going Back: The Truth on What’s Wrong with Politics and How We Move America Forward ist laut The Guardian eine Mischung aus Autobiografie, politischem Manifest sowie Pamphlet gegen Demokraten. Darin versucht sich Noem als Krisenmanagerin darzustellen. Sie schreibt, dass sie mehrere Tiere erschoss, darunter eine Ziege, die ihren Kindern immer hinterhergejagt sei, sowie ihre 14 Monate alte Deutsch-Drahthaar-Hündin, weil diese während einer Fasanenjagd nicht mehr unter Kontrolle zu bringen gewesen sei. Insbesondere letzteres sorgte in der amerikanischen Öffentlichkeit für erhebliche Aufregung. Des Weiteren behauptete Noem in einem Vorabdruck ihres Buches, dass sie Kim Jong-un getroffen habe. Wörtlich schreibt sie: „Ich erinnere mich an ein Treffen mit dem nordkoreanischen Diktator Kim Jong-un. Ich bin mir sicher, dass er mich unterschätzt hat, denn er hatte keine Ahnung von meiner Erfahrung im Umgang mit kleinen Tyrannen (schließlich war ich Kinderpastorin).“ Tatsächlich gab es kein solches Treffen; die entsprechende Passage wurde aus dem Buch gestrichen.
Im April 2025 beauftragte Noem die Sozialversicherungsbehörde Social Security Administration, eine Aufstellung von über 6000 Migranten in ein Verstorbenenverzeichnis aufzunehmen. Die darin bezeichneten Personen wurden fälschlicherweise für tot erklärt. Ihnen gingen damit ihre Sozialversicherungsnummern verloren. Infolgedessen können diese Personen in den USA weder legal arbeiten noch staatliche Leistungen in Anspruch nehmen.
Am 20. Mai 2025 antwortete Noem bei einer Anhörung vor dem Senat auf die Frage der Senatorin Maggie Hassan nach der Bedeutung von Habeas Corpus, dies sei ein Instrument, das die Trump-Regierung bei ihrem umfassenden Vorgehen an der US-mexikanischen Grenze nutzen könne. Sie bezeichnete Habeas Corpus wörtlich als „ein verfassungsmäßiges Recht des Präsidenten, Menschen aus dem Land abschieben und ihre Rechte außer Kraft setzen zu können“.

## Trivia
Die satirische Zeichentrickserie South Park machte Noem in der 2. Folge ihrer 27. Staffel, in der sie sich in parodistischer Weise mit den Aktivitäten der ICE-Behörde und der Kultur der rechtsgerichteten Influencer in den Vereinigten Staaten der 2020er Jahre auseinandersetzt, zu einer Zielscheibe ihres Spottes: Die Produzenten der Serie griffen das verbreitete Image der Heimatschutzministerin als „ICE-Barbie“, die sich, obschon sie die administrative Leiterin der Heimatschutzbehörde – und nicht Angehörige des Exekutivpersonals, das die Einsätze derselben durchführt – ist, wiederholt an Schauplätzen von Razzien ihrer Behörde von Kameraleuten und Fotografen in Outfits in Szene setzen lässt, die den Eindruck erwecken, als würde sie als zupackende Actionheldin selbst an der Durchführung solcher Razzien mitwirken, auf, indem sie eine Version von Noem in der Folge wiederholt mit Schutzweste und Squadmütze bekleidet auftreten ließen: Noem lässt sich dabei jeweils am Ende von erfolgreichen ICE-Razzien in aufmerksamkeitsheischend posierender Weise vor mitgebrachten Kamerateams und Fotografen ins Bild setzen. Neben Seitenhiebe auf schönheitschirurgische Eingriffe, die Noem an sich selbst vornehmen hat lassen (wiederholt „zerfließt“ ihr Gesicht, so dass es von herbeieilenden Mitarbeitern durch Botoxbehandlung wieder in straffen Zustand gebracht werden muss), wurde dabei auch ihr Eingeständnis aus ihren Memoiren, dass sie einst einen ihrer Hunde, der schwer zu erziehen war, kurzerhand erschoss, aufgegriffen und verulkt, indem sie an mehreren Stellen der Episode Hunde, die in ihr Sichtfeld kommen – darunter Supermans Hund Krypto – mit Schusswaffen, die bei sich führt, durch gezielte Kopfschüsse als vermeintliche „Bedrohungen“ exekutiert.
Kristi Noem reagierte auf ihre Darstellung in der Episode auf dem Glenn Beck Podcast mit scharfer Kritik. Sie bezeichnete die Satire als „faul“ und „billig“, da dort vor allem Frauen wegen ihres Aussehens verspottet werden. Sie sagte, wenn ihre Arbeit kritisiert werden solle, dann solle dies sachlich passieren.

## Veröffentlichungen
- Not My First Rodeo: Lessons from the Heartland, Twelve 2022, ISBN 978-1538707050.
- No Going Back: The Truth on What's Wrong with Politics and How We Move America Forward, Center Street 2024, ISBN 978-1546008163.